# Бондарєва Валерія Олександрівна
Валерія Олександрівна Бондарєва (біл. Валерыя Аляксандраўна Бондарава; нар. 30 червня 2003, Бобруйськ, Могильовська область, Білорусь) — білоруська футболістка, захисниця. Виступала за дівочу збірну Білорусі (WU-17) (2019—2022).

## Клубна кар'єра
Вихрванка бобруйської ДЮСШ-1. З 2019 року виступала за команду «Бобруйчанка». У липні 2021 року залишила бобруйський клуб і підписала контракт з могильовським «Дніпром».